# Museo nazionale di Praga
Il Museo nazionale di Praga (in ceco Národní muzeum) è un museo ed istituzione culturale ceca. L'edificio principale è situato sul lato sud est di Piazza San Venceslao. Possiede circa 14 milioni di pezzi in varie collezioni di scienze naturali, mineralogia, archeologia, antropologia, numismatica e fu fondato nel 1818 da Kašpar Maria Šternberg.
Del sistema museale fanno parte, oltre all'edificio storico di Piazza San Venceslao, il nuovo edificio situato in Vinohradská 1, il Museo Náprstek delle culture asiatiche, africane e americane, il Museo ceco della musica, il Museo Smetana, il museo Dvořák, il Lapidárium (Lapidary), il Museo etnografico – Musaion, Monumento nazionale di Vítkov, il Memoriale Jaroslav Ježek, il Memoriale František Palacký e František Ladislav Rieger ed altri edifici situati in altre località della Repubblica Ceca.

## Storia

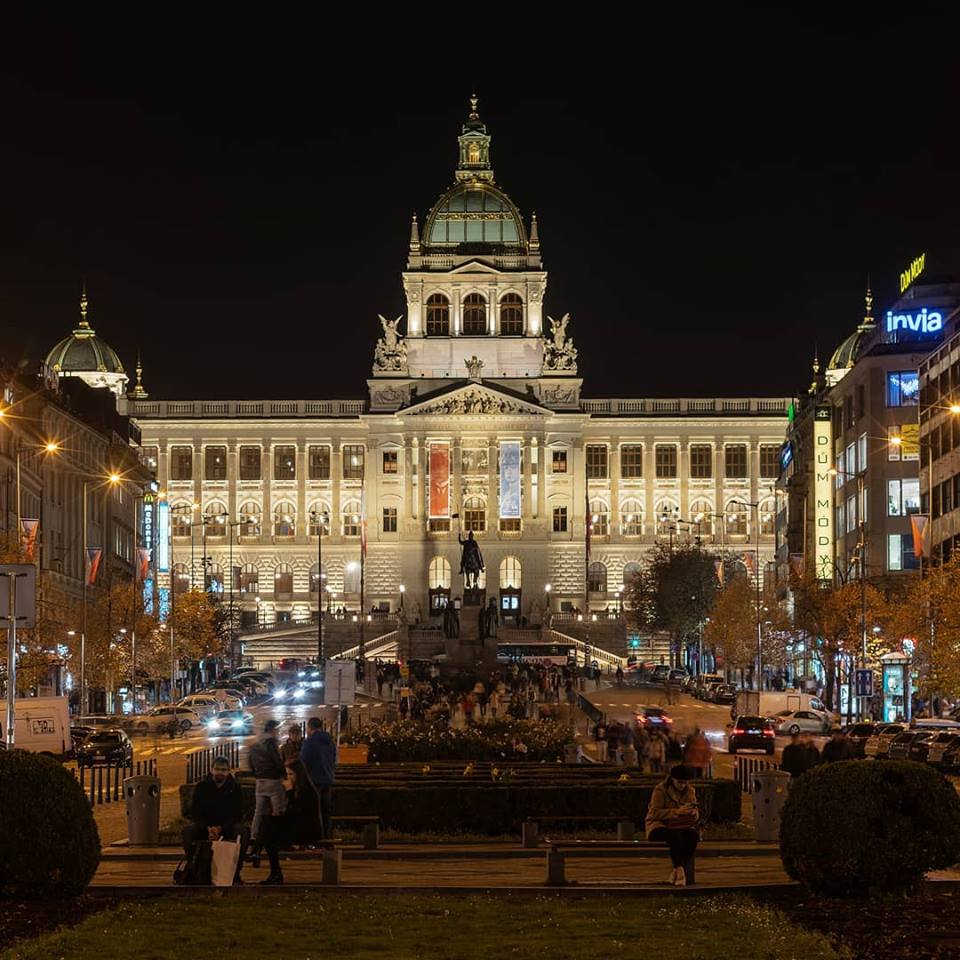
Museo nazionale di Praga visto da piazza San Venceslao

Il museo fu fondato nel 1818 dalla "Società dei patrioti amici delle arti", un gruppo di nobili e intellettuali che si era formato già nel 1796 e che voleva dotare anche la capitale boema di un museo, anche per una questione di prestigio con le altre città europee. Fu inaugurato il 15 aprile 1818 come "Museo Patriottico" nel Palazzo Sternberg (il palazzo di proprietà del Conte Sternberg, primo presidente della Società promotrice del museo stesso e appassionato erudito in molte discipline, 
dalla teologia alla botanica), poi si trasferì in altre sedi messe a disposizione da nobili famiglie, finché per la crescita delle collezioni fu necessaria una grande sede che fu costruita tra il 1885 e il 1891 ed è ancora la sede principale (benché danneggiata dalla seconda guerra mondiale e poi, verso il 1972, dalla costruzione della metropolitana) anche se dopo il 1945 gli vennero affidati in gestione altri monumenti e palazzi, compreso nel 2009 una sede espositiva aggiuntiva (o "nuovo edificio" del museo).

## Edificio principale

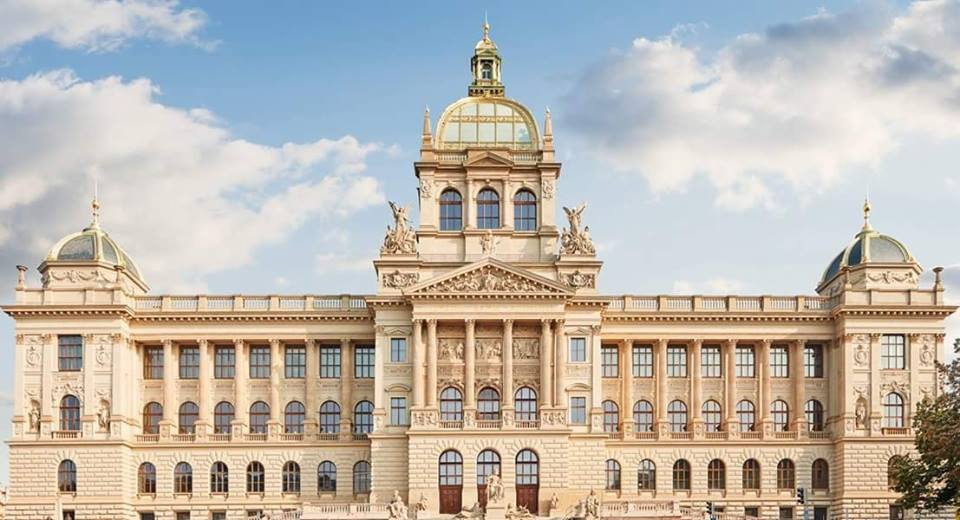
Museo nazionale di Praga, facciata. Aspetto dopo il restauro 2011-2018.

L'edificio principale del museo fu progettato in stile neorinascimentale da Josef Schulz, vincitore del concorso di progetti indetto nel 1883 e fu costruito tra il 1885 e il 1891. L'edificio è stato sottoposto ad un lungo restauro - dal 2011 all'agosto 2018 - e dal settembre 2018 è nuovamente aperto al pubblico. Si segnali in particolare la pulitura della facciata che ora ha ripreso l'aspetto originario del 1891 (eliminando la nera patina ossidativa depositatasi dopo decenni di smog ed emissioni).
Nella sala del museo che funge da "pantheon" della cultura ceca sono esposti i busti e le statue di artisti, eruditi e scrittori, nonché alcuni dipinti di František Ženíšek, Václav Brožík e Vojtěch Hynais.